# Shiziling
Shiziling (kinesiska: 石仔岭) är ett stadsdelsdistrikt i sydöstra Kina. Det ligger i Gaozhou i staden Maoming i provinsen Guangdong, omkring 290 kilometer sydväst om provinshuvudstaden Guangzhou. Antalet invånare är 44 090. Befolkningen består av 19 976 kvinnor och 24 114 män. Barn under 15 år utgör 17,0 %, vuxna 15-64 år 75 %, och äldre över 65 år 6,0 %.